# Myzocallis multisetis
Myzocallis multisetis är en insektsart som beskrevs av Boudreaux och Tissot 1962. Myzocallis multisetis ingår i släktet Myzocallis och familjen långrörsbladlöss. Inga underarter finns listade i Catalogue of Life.